# 黃豹天蠶蛾
黃豹天蠶蛾（学名：Loepa formosensis）为天蠶蛾科黃豹天蠶蛾屬下的一个种。